# Берцо Сан Фермо
Бѐрцо Сан Фѐрмо (на италиански: Berzo San Fermo; на ломбардски: Bers San Firem, Берс Сан Фирем) е село и община в Северна Италия, провинция Бергамо, регион Ломбардия. Разположено е на 350 m надморска височина. Населението на общината е 1370 души (към 2017 г.).